# Kamień słoneczny

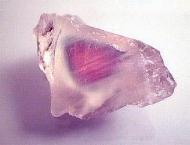

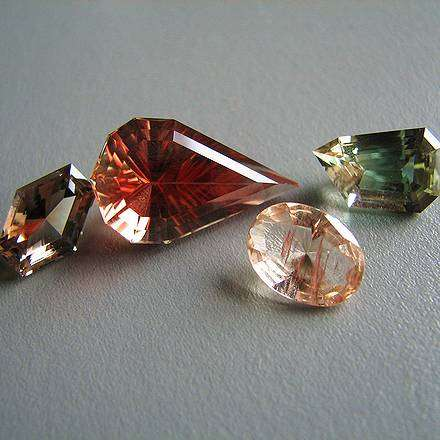
Kryształy nie polerowane i poddane polerowaniu

Kamień słoneczny (skaleń awenturynowy) – odmiana skalenia wykazująca efekt awenturyzacji przejawiających się w obserwowanych radialnie migotliwych refleksów w odcieniach czerwonawych, niekiedy zielonkawych lub żółtawych. Zjawisko to wywołują zazwyczaj drobne, łuseczkowate wrostki hematytu, goethytu, lepidokrokitu, lub rzadziej muskowitu, serycytu bądź biotytu. Ujawniają go najczęściej niektóre plagioklazy (głównie oligoklaz i rzadziej labrador), a niekiedy też skalenie potasowe, należy do minerałów bardzo rzadkich.
W 1987 roku został uznany za kamień szlachetny Oregonu.

## Właściwości
Pod względem strukturalnym może być zarówno odmianą alkaliczną jak i sodowo-wapniową. Bardzo rzadko tworzy kryształy tabliczkowo–słupkowe. Występuje w skupieniach zbitych, krystalicznych.

## Występowanie
Norwegia - Tvedestrand, Rosja - Ural i okolice Bajkału, USA - Nowy Meksyk, Karolina Północna, Pensylwania, Wirginia, RPA, Kenia, Indie. 
W Polsce – w okolicach Cieplic (Sudety).

## Zastosowanie
- w jubilerstwie - używany jako element ozdobny brosz, naszyjników
- w przemyśle kamieniarskim, rzeźbiarskim, jako element wystroju architektonicznego

Dopisano na podstawie: 
- W.Heflik, L.Natkaniec – Nowak – Zarys Gemmologii – Wyd AGH 1996